# WWAN
Una Wireless Wide Area Network (WWAN) è un tipo di rete wireless.
Essa è più grande di una rete LAN, pertanto richiede diverse tecnologie.
In generale, le reti wireless di ogni grandezza, spediscono dati quali chiamate telefoniche, pagine web e streaming multimediale.
Spesso le WWAN si differenziano dalle WLAN perché usano tecnologie di telefonia mobile come LTE, WiMAX (spesso chiamata Wireless MAN), UMTS, CDMA2000, GSM, Mobitex. Possono anche usare LMDS o Wi-Fi per garantire l'accesso a Internet.
Queste tecnologie sono distribuite regionalmente, nazionalmente o anche globalmente, offerte da un Wireless Internet service provider.
Le connettività WWAN permettono agli utenti (muniti di scheda/adattatore WWAN) di ottenere un completo accesso ad Internet e connettersi ad una Virtual Private Network entro i confini nazionali del provider della rete mobile.
Molti computer possiedono una scheda WWAN integrata.
I sistemi di comunicazione radio non garantiscono una via di connessione fisica sicura, per questo tipicamente le reti WWAN sono crittografate e protette da autenticazione.
Molte delle prime tecniche di crittografia GSM erano deboli e, alcuni esperti di sicurezza hanno concluso che le comunicazioni mobili, includendo la WWAN, non erano più sicure.
Più tardi venne sviluppato il sistema di crittografia UMTS (3G), più sicuro e affidabile dei precedenti.
Esempi di provider WWAN negli Stati Uniti, sono T-Mobile, Sprint Nextel, Verizon Wireless e AT&T.
Il Satellite Internet Access può essere usato al posto di una WWAN.